# Frenologie
Frenologie byl obor, který předpokládal a zkoumal souvislost stavby lebky s duševními schopnostmi a charakterovými rysy. Byl populární zejména v 19. století, do začátku 20. století však byl zavržen jako pseudověda.

## Historie

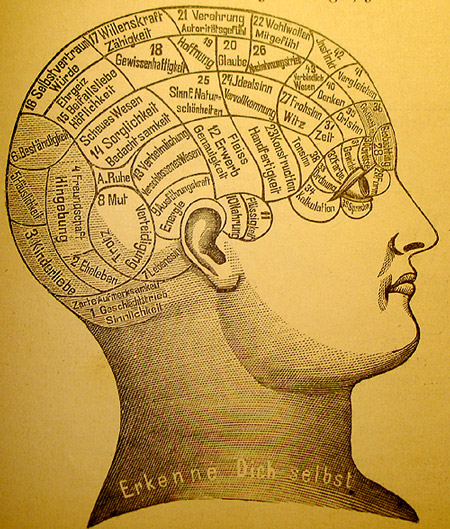
Frenologická mapa lebky z roku 1894

Za zakladatele oboru, původně (od roku 1786) pod názvem kraniologie, je považován rakouský lékař, anatom a patolog Franz Joseph Gall (1758–1828). Termín frenologie zavedl roku 1805 Gallův žák Johann G. Spurzheim. Systém byl založen na empirickém zkoumání trestanců a chovanců z blázinců (psychiatrických azylů).
V Německu byla na podnět církevních představitelů frenologie roku 1802 zakázána císařským patentem. Rozšířila se však do Francie a Itálie a ovlivnila teorii degenerace.
V New Yorku vycházel v letech 1826–1881 časopis American Phrenological Journal, roku 1847 byl založen Frenologický ústav a Frenologické muzeum.
Francouzský fyziolog François Magendie v roce 1843 označil frenologii za pseudo-vědu (tehdy ještě se spojovníkem). Studie, které jsou považovány za vyvrácení předpokladu, že vnější povrch lebky odpovídá topografii mozku, byly provedeny počátkem 20. století.
Obor byl populární počátkem 20. století v řadách českých spiritistů, články o něm se objevovaly v jejich tiskovinách a z per představitelů tohoto hnutí vzešlo i několik „zasvěcených“ brožurek na toto téma (např.: Hlavní základy frenologie (1922), K. Sezemský: Praktická frenologie Spiritická knihovna, Nová Paka 1909).

## Teorie

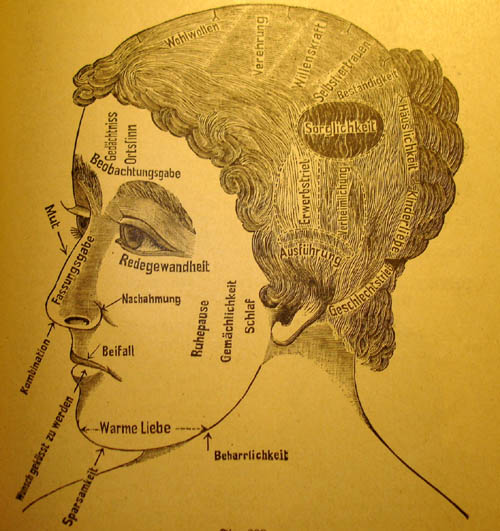
Typologický nákres ženy-vedoucí z roku 1894

Frenologie vycházela z pěti předpokladů:
- mozek je orgánem mysli
- lidské duševní schopnosti sestávají z určitého počtu navzájem nezávislých vloh
- vlohy jsou vrozené a každé z nich přísluší určitá oblast na povrchu mozku
- velikost určité oblasti mozku odpovídá míře nadání jedince určitou vlohou
- velikosti oblastí mozku odpovídá vnější tvar lebky, takže mohou být podle něj zvenku posuzovány

F. J. Gall označil na povrchu mozku 26 orgánů oddělených prázdnými místy. J. G. Spurzheim a skotský anatom G. Combe přizpůsobili vymezení lokalizovaných vloh tak, aby více vyhovovaly morálním konvencím. Elementárními vlohami, které měly mít své orgány, byly například vůle, paměť, intelekt, morálka, odvaha, náboženské cítění atd.
Objev řečového centra v mozku roku 1861 francouzským chirurgem Paulem Brocou představu o lokalizovaných mozkových funkcích podpořil.
Ačkoliv byl odmítnut předpoklad souvislosti vnějšího tvaru lebky s topografií mozku, Gallovy teorie o rozdělení funkcí šedé hmoty mozkové a bílé hmoty mozkové i koncepci funkční specializace jednotlivých oblastí mozku moderní neurologie převzala a rozvinula.